# 머슬카

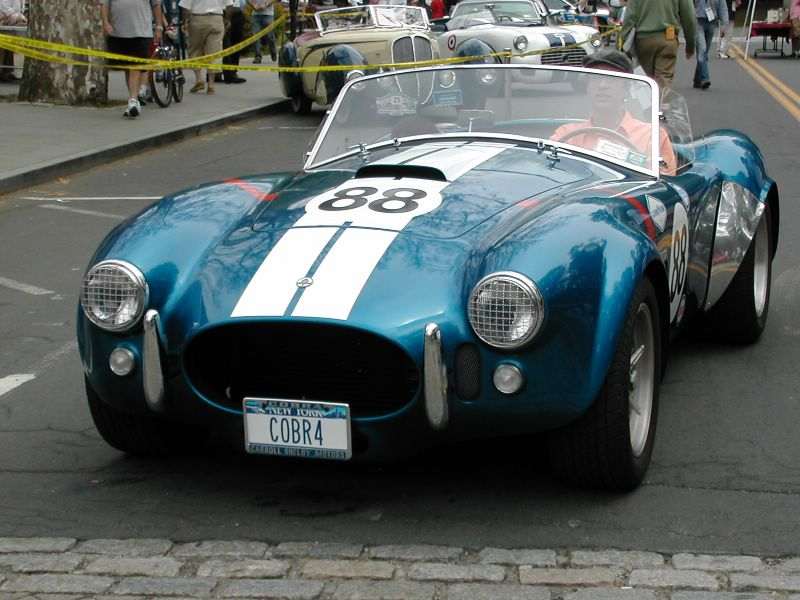
대표적인 머슬카인 AC 코브라

머슬카(muscle car)는 고출력을 내는 고성능 자동차를 가리키는 용어로 미국에서 생산된 일부 자동차 모델을 가리키는 용어이다. 유럽에서 페라리, 람보르기니, 포르쉐, 맥라렌 등의 업체들이 고성능의 슈퍼카를 만들자 미국에서는 유러피언 슈퍼카에 대항 하기 위해 고성능의 자동차인 아메리칸 머슬을 만들게 되었다. 머슬카는 ‘근육질의 자동차’, ‘힘센 자동차’라는 사전적 의미에서 알 수 있듯이 힘을 중요시하는 가장 미국적인 자동차이다. 최근에 많이 사용되는 슈퍼카와 유사하지만, 머슬카는 고회전보다는 저회전에서의 가속력과 토크를 중시한다.

## 정의
머슬카란 V8 엔진에 고배기량의 크고 강력한 엔진을 탑재하고, 특히 일반도로 자동차 경주 (street racing)나 드래그 자동차 경주(drag racing)와 같이 가속력에 역점을 두고 정비된 중형차를 가리킨다. 머슬카는 2인승으로 작게 만들어진 스포츠카나 2~4인승으로 고속 주행을 위한 GT카 등과 혼동할 우려가 있으나 고성능의 대형차나 소형차들은 논란의 소지가 있기는 하지만 머슬카라 부르지 않는다. 예를 들어, 포드 머스탱에 영향을 받은 소형 스포츠 쿠페는 포니카라고 부른다.

## 미국의 머슬카
1965년 로드 & 트랙 자동차 잡지는 다음 모델들을 머슬카로 분류했다.
- 1964년-1965년 폰티액 템페스트 르망 GTO(Pontiac Tempest Le Mans GTO)
- 1965년-1975년 뷰익 리비에라 그랑 스포츠(Buick Riviera Gran Sport)
- 1965년-1969년 뷰익 스카이락 그랑 스포츠(Buick Skylark Gran Sport)
- 1965년-1970년 닷지 코로넷/플리머스 벨베디어 426-S(Dodge Coronet/Plymouth Belvedere 426-S)
- 1965년 쉐보레 셰벨 말리부 SS(Chevrolet Chevelle Malibu SS)
- 1965년-1967년 올즈모빌 커틀라스 442(Oldsmobile Cutlass 442)

이후의 머슬카로는 다음과 같다.
- 1968년-1974년 AMC AMX
- 1970년-1974년 뷰익 GSX(Buick GSX)
- 1967년-현재 쉐보레 카마로(Chevrolet Camaro)
- 1965년-1972년 쉐보레 셰벨 SS(Chevrolet Chevelle SS)
- 1970년-1972년 쉐보레 몬테 카를로 SS454(Chevrolet Monte Carlo SS454)
- 1963년-1974년 쉐보레 노바 SS(Chevrolet Nova SS)
- 1970년-현재 닷지 챌린저(Dodge Challenger)
- 1966년-현재 닷지 차저(Dodge Charger)
- 1968년-1976년 닷지 다트 GTS와 닷지 다트 데몬(Dodge Dart GTS and Demon)
- 1969년-1970년 닷지 데이토나(Dodge Daytona)
- 1968년-1971년 닷지 슈퍼 비(Dodge Super Bee)
- 1966년-1969년 포드 페어레인 GT, GTA와 코브라(Ford Fairlane GT, GTA, and Cobra)
- 1968년-1974년 포드 토리노 GT & Cobra(Ford Torino (GT & Cobra))
- 1967년-1973년 머큐리 쿠거(Mercury Cougar)
- 1968년-1971년 올즈모빌 442(Oldsmobile 442)
- 1964년-1974년 플리머스 바라쿠다(Plymouth Barracuda)
- 1970년-1976년 플리머스 더스터(Plymouth Duster)
- 1967년-1971년 플리머스 GTX(Plymouth GTX)
- 1968년-1974년 플리머스 로드 러너(Plymouth Road Runner)
- 1970년 플리머스 슈퍼버드(Plymouth Superbird)
- 1966년-1971년 폰티액 GTO(Pontiac GTO)
- 1967년-2002년 폰티액 파이어버드(Pontiac Firebird)
- 1964년-현재 포드 머스탱(Ford Mustang)

## 같이 보기
- 슈퍼카